# Pine Creek Township (Illinois)
Pour les articles homonymes, voir Pine Creek Township.
Pine Creek Township est un township du comté d'Ogle dans l'Illinois, aux États-Unis,.

## Source de la traduction
- (en) Cet article est partiellement ou en totalité issu de l’article de Wikipédia en anglais intitulé « Pine Creek Township, Ogle County, Illinois » (voir la liste des auteurs).